# Особливий підрозділ
«Особливий підрозділ» (рос. «Особое подразделение») — радянський військовий художній фільм 1984 року, знятий режисерами Володимиром Івановим і Георгієм Щукіним на кіностудії «Мосфільм».

## Сюжет
В основі цієї кіноісторії лягли реальні факти. У червні 1941 року курс випускників театрального училища був направлений до Біловезька, щоб створити у місті професійний театр. Війна перекреслила всі плани. Ставши «Особливим підрозділом» — акторською бригадою у складі діючої армії, — герої фільму пройдуть багатьма фронтовими дорогами.

## У ролях
- Ольга Башкіна — Оля Ханова
- Микола Стоцький — Володя
- Тетяна Лебедєва — Алла
- Іван Щоголєв — Шура
- Світлана Рябова — Віка
- Ірина Єфремова — Катя
- Марина Сахарова — Надя
- Олексій Єлизаветський — Женя
- Володимир Некрасов — Коля
- Дмитро Ліпскеров — Саша
- Павло Семеніхін — Андрій Дьомушкін
- Євген Буренков — Андрій Миколайович Дьомушкін в старості
- Сергій Яковлєв — Михайло Михайлович Кедрін
- Григорій Абрикосов — Вікентій Миколайович Буренін
- Юрій Саранцев — Мухамед
- Тамара Сьоміна — Настя
- В'ячеслав Шалевич — Григорій Іванович Філіппов, дивізійний комісар
- Микола Тимофєєв — Бородін
- Микола Бармін — майор Бармін
- Валентина Березуцька — прибиральниця
- Микола Граббе — ветеран
- Олександра Зиміна — селянка
- Олег Мокшанцев — Павло Лукич Трофімов, начальник розвідки армії
- Ольга Маркіна — фронтовичка
- Григорій Маліков — епізод
- Станіслав Міхін — епізод
- Таїсія Литвиненко — ветеран
- Улдіс Лієлдіджс — Круміньш, військовий лікар
- Олександр Лебедєв — партизан
- Раднер Муратов — фронтовий листоноша
- Юрій Мартинов — офіцер
- Володимир Протасенко — епізод
- Клара Рум'янова — артистка
- Борис Руднєв — старший лейтенант
- Віктор Уральський — провідник
- Сергій Юртайкін — епізод
- Василь Корзун — епізод
- Дмитро Орловський — 'партизан
- Віталій Леонов — фронтовик
- Ельза Леждей — військовий лікар
- Євген Дегтяренко — Федько

## Знімальна група
- Режисери — Володимир Іванов, Георгій Щукін
- Сценаристи — Кирило Рапопорт, Георгій Щукін
- Оператор — Еміль Гулідов
- Композитор — Валерій Петров
- Художник — Валентин Поляков